# (30850) Vonsiemens
(30850) Vonsiemens – planetoida z grupy pasa głównego asteroid okrążająca Słońce w ciągu 4 lat i 222 dni w średniej odległości 2,77 j.a. Została odkryta 7 października 1991 roku w Karl Schwarzschild Observatory w Tautenburgu przez Freimuta Börngena i Lutza Schmadela. Nazwa planetoidy pochodzi od Wernera von Siemensa (1816-1892), niemieckiego wynalazcy. Przed nadaniem nazwy planetoida nosiła oznaczenie tymczasowe (30850) 1991 TN2.